# Ferdinand Körner
Ferdinand Körner (* 5. Juni 1805 in Langenhennersdorf, Amt Pirna; † 18. April 1884 in Thommendorf) war ein deutscher evangelisch-lutherischer Pfarrer und Autor.

## Leben und Wirken
Er war der Sohn des evangelisch-lutherischen Pfarrers Johann Gottlieb Körner (1770–1836). Ferdinand Körner besuchte ab 1820 die Fürstenschule in Grimma. Im Anschluss studierte er ab 1825 an der Universität Leipzig Theologie. Danach war er ab 1834 Pfarrvikar in der Stadt Schellenberg, 1835 erster Prediger und Katechet am Ehrlich’schen Gestift in Dresden, 1837 Pfarrer in Wolkenstein, 1843 Oberpfarrer in Frankenberg/Sa. und 1848 Superintendent daselbst. 1874 wurde er als Kirchenrat, Oberpfarrer und Superintendent in Frankenberg emeritiert.

## Ehrungen
- 1857 Ehrenbürger der Stadt Frankenberg/Sa.[1]

## Publikationen (Auswahl)
- De tribus inhumanitatis fontibus, ad loc. Matthaei V, 22. 1830.
- Predigt am Constitutionsfest. Laußigk, 1832.
- De secundo clericorum matrimonio. Dresden, 1835.
- Predigt am 70. Geburtstage des Königs Anton Majestät. Dresden, 1836.
- Predigt bei Abführung eines Mörders seiner drei Kinder in das Zuchthaus Waldheim. Wolkenstein, 1837.
- Zwei Predigten zum Abschied in Wolkenstein und zum Amtsantritt zu Frankenberg gehalten. Roßberg, Frankenberg, 1842 und 1843. Roßberg.
- Apostolische Mahnungen in bewegter Zeit. Predigt. Ebendas. 1848.
- Drei Predigten, vor und nach den Dresdener Ereignissen gehalten. Ebendas. 1849.
- Conferenzpredigt an Geistliche, Candidaten und Lehrer. Frankenberg, 1849.
- De studio Jesu Christi in disciplina et emendatione Judae Cariothensis posito. Ebendas. 1850.
- Rede bei der Trauerfeier der Sachsen auf Helgoland, nach dem Tode König Friedrich August II. gehalten. Ebendas. 1854.
- Predigt am Tage der Diöcesanversammlung in Frankenberg gehalten. Ebendas. 1869.
- Abschiedspredigt, gehalten am 4. S. p. Trin. 1874 in der Aula der Schule zu Frankenberg. Ebendas. 1874.